# إريك مونتروس
إريك مونتروس (بالإنجليزية: Eric Montross) مواليد 23 سبتمبر 1971 في إنديانابوليس، هو لاعب كرة سلة أمريكي سابق. بدأ مسيرته الاحترافية في سنة 1994. تم اختياره من قبل فريق بوسطن سيلتكس خلال الدرافت. بلغ طوله 7 قدم 0 بوصة (2.1 م). حقق المركز الثالث في دورة الألعاب الأمريكية 1991. اعتزل اللعب في 2002. أحرز خلال مسيرته في الإن بي إيه 2071 نقطة بمعدل 4.5 نقاط في المباراة الواحدة.

## المسيرة الاحترافية
لعب مع بوسطن سيلتكس من سنة 1994 إلى 1996، ثم لعب مع دالاس مافيريكس في موسم 1996–1997، ثم لعب مع بروكلين نتس في سنة 1997، ثم لعب مع فيلادلفيا سفنتي سيكسرز في سنة 1997، ثم لعب مع ديترويت بيستونز في سنة 2001، ثم لعب مع تورونتو رابتورز في سنة 2002.

## الميداليات
| الميدالية | المسابقة                    |
| --------- | --------------------------- |
| برونزية   | دورة الألعاب الأمريكية 1991 |

## روابط خارجية
- إريك مونتروس على موقع إن بي أي (الإنجليزية)
- إريك مونتروس على موقع سبورتس رفرنس (الإنجليزية)
- إريك مونتروس على موقع كرة السلة الأوروبية.كوم (الإنجليزية)
- إريك مونتروس على موقع كلية كرة السلة في سبورتس رفرنس.كوم (الإنجليزية)
- إريك مونتروس على موقع ريلجم (الإنجليزية)
- إريك مونتروس على موقع بروبوليرز (الإنجليزية)